# نيد كرومبتون
نيد كرومبتون (بالإنجليزية: Ned Crompton)‏ هو لاعب كرة قاعدة أمريكي، ولد في 13 فبراير 1889 في ليفربول في المملكة المتحدة، وتوفي في 28 سبتمبر 1950 في أسبينوال في الولايات المتحدة.

## وصلات خارجية
- نيد كرومبتون على موقعبيزبول رفرنس.كوم (الدوري الرئيسي) (الإنجليزية)
- نيد كرومبتون على موقعبيزبول رفرنس.كوم (الدوري الثانوي) (الإنجليزية)